# Commando (film)
Commando är en amerikansk film från 1985 regisserad av Mark L. Lester.

## Handling
Arnold Schwarzenegger spelar den pensionerade översten John Matrix. Då hans 11-åriga dotter Jenny (Alyssa Milano) kidnappas får han bara några timmar på sig att hitta henne. Till sin hjälp har han flygvärdinnan Cindy
(Rae Dawn Chong).

## Medverkande
- Arnold Schwarzenegger - John Matrix
- Rae Dawn Chong - Cindy
- Dan Hedaya - Arius
- Vernon Wells - Bennett
- James Olson - Gen. Franklin Kirby
- David Patrick Kelly - Sully
- Alyssa Milano - Jenny
- Bill Duke - Cooke
- Michael Delano - Forrestal
- Drew Snyder - Lawson